# Tachina dispuncta
Tachina dispuncta là một loài ruồi trong họ Tachinidae.